# Trichohathliodes molitorius
Trichohathliodes molitorius là một loài bọ cánh cứng trong họ Cerambycidae.